# كارل تسيغلر (مغني أوبرا)
كارل تسيغلر (بالألمانية: Karl Ziegler)‏ هو مغني أوبرا ألماني، ولد في 1886 في كارلسروه في ألمانيا، وتوفي في 1944.